# Henry Seymour Portman
Henry Seymour, plus tard Portman (v. 1637-1728), d'Orchard Portman, Somerset, est un homme politique anglais qui siège à la Chambre des communes d'Angleterre, puis de Grande-Bretagne presque continuellement entre 1679 et 1715. 

## Jeunesse

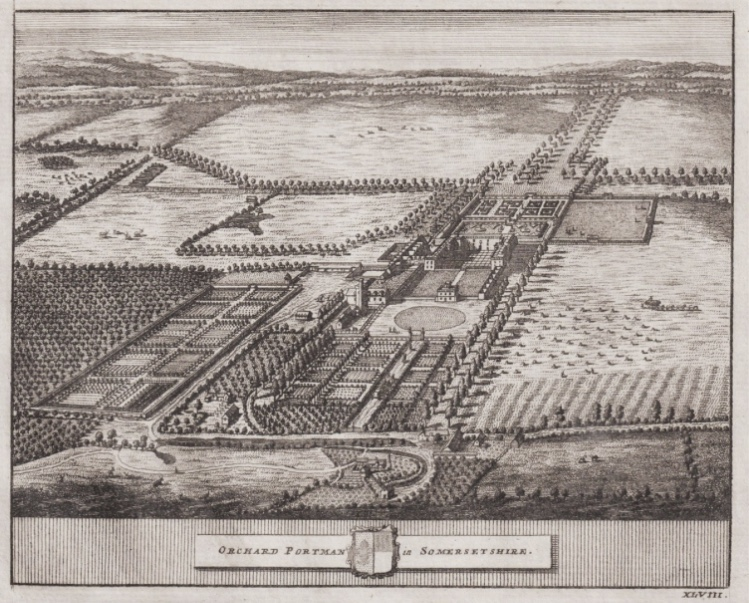
Orchard Portman, Somerset - siège de la famille Portman

Il est le cinquième fils d'Edward Seymour (3e baronnet). Il rejoint l'armée et est enseigne dans la garnison de Guernesey en 1662, lieutenant d'infanterie en 1669 et capitaine du régiment du duc de Buckingham de 1672 à 1673. Il épouse en premières noces Penelope Haslewood, fille de William Haslewood de Maidwell, Northamptonshire.

## Carrière politique
Il est élu sans opposition en tant que député de St Mawes en mars 1679 et réélu de nouveau aux élections d'octobre 1679, 1681, 1685 et 1689. Il est commissaire à l'évaluation du Dorset de 1689 à 1690. En 1690, il hérite des domaines de Somerset et Dorset de son cousin William Portman et prend le nom de Portman. 
Il est réélu sans opposition en tant que député de Totnes aux élections générales de 1690, mais ne s'y est pas présenté en 1695. Il est lieutenant adjoint de Somerset à partir de 1691 et de Somerset et de Dorset à partir de 1702, et est également juge de paix pour le Somerset et le Devon. Il est réélu sans opposition en tant que député de St Mawes lors d'une élection partielle le 21 novembre 1696 et est élu député de Taunton aux élections générales de 1698 et de nouveau en janvier 1701. En février 1702, il est réélu sans opposition en tant que député de Wells et occupe le siège de trois autres élections jusqu'en 1708. En 1703, il est nommé gardien de Hyde Park, poste qu'il occupe jusqu'à sa mort. Aux élections générales de 1708, il est réélu sans opposition en tant que député de Somerset. Il est élu député de Taunton à nouveau lors des Élections générales britanniques de 1710, et de 1713 mais est invalidé sur pétition après les élections générales de 1715 et n'a jamais regagné son siège. 

## Héritage
Il se remarie à l'âge de 77 ans avec Meliora Fitch, fille de John Fitch, épicier de Londres et de Lower Henbury, Dorset le 31 juillet 1714. Il est décédé sans descendance de l'un ou de l'autre mariage le 23 février 1728, à 93 ans. Ses domaines passent via son frère Edward Seymour aux descendants de son cousin Edward Berkeley. 